# Sundara planifrons
Sundara planifrons är en insektsart som först beskrevs av Heller och Rauno E. Linnavuori 1968.  Sundara planifrons ingår i släktet Sundara och familjen dvärgstritar.
Artens utbredningsområde är Etiopien. Inga underarter finns listade i Catalogue of Life.